# Crossleyia
Crossleyia là một chi chim trong họ Bernieridae.

## Các loài
- Crossleyia xanthophrys
- Crossleyia tenebrosa (đồng nghĩa: Xanthomixis tenebrosus/Xanthomixis tenebrosa)